# Kasteel Middegaal
Kasteel Middegaal was een kasteel in Veghel in de Nederlandse provincie Noord-Brabant. Het kasteel was gelegen nabij de huidige woonwijk Koolenkampen aan de rand van het dal van de Aa. De huidige buurtschap Middegaal dankt haar naam aan het kasteel.

## Beschrijving
In 1698 wordt kasteel Middegaal omschreven als: "Eene schoone huysinge ofte casteeltje met neerhuysinge, schure, hoff, boomgaard, ackerland, hoy ende weylanden, malkanderen in eenen plack aangelegen, gelegen tot Vechel ter plaetse genaemt Middegael."

## De familie Van Middegael

De familie Van Middegael droeg hetzelfde wapen als de familie Van Erp

Middegaal is het stamgoed van de familie Van Middegael. Dit adellijk geslacht was verwant aan de familie Van Erp, waarvan ze de wapens droegen. De familie Van Middegael bezat in de vijftiende eeuw onder andere het goed De Bolcken of Te Overacker, gelegen in het dorp Veghel en komt in die periode reeds voor in de Bossche archieven. Verschillende Van Middegaels bekleedden de functie van raadsheer in de hertogsstad en de familie wordt genoemd in de archieven van de Doorluchtige broederschap van Onze Lieve Vrouwe van Den Bosch.
Godewaert van Middegael bezit in 1448 het Brabantse leengoed Ten Overacker aan het Hezelaar te Veghel. Jan Arentsz van Middegael komt voor in de archieven van de Doorluchtige broederschap van Onze Lieve Vrouwe van Den Bosch. Hij is waarschijnlijk degene die het goed Ten Overacker verkoopt aan Godfried van Erp, heer van Veghel en Erp en raadsman van 's-Hertogenbosch. Deze Godfried van Erp noemde zichzelf eveneens Van Middegael.
Een bekende telg uit het geslacht Van Middegael, was Mr. Peter van Middegael, vanaf 1570 rentmeester van de heerlijkheid Herlaar en schout van Sint-Michielsgestel. Om de één of andere reden had Peter de familienaam van zijn moeder aangenomen. Zijn vader heette namelijk Jan Peter Tielensz. Zijn moeder, Anna Willem Jansz van Middegael, stamde uit de Veghelse familie Van Middegael. Deze Peter van Middegael is dankzij een publicatie in Brabants Heem (1978) bekend geworden om zijn verboden relatie met Anna van Brempt, dochter van Herman van Brempt en Anna van der Aelsvoirt tijdens haar inwoning op het huis van haar grootouders Goossen van der Aelsvoirt en Elisabeth Suermont te Dorshout. Deze relatie eindigde met het opsluiten van Anna van Brempt door haar moeder op kasteel Avestein te Dinther en een gewapende confrontatie tussen Peter van Middegael en Willem van Chanu, de tweede echtgenoot van Anna van Aelsvoirt in de beemden langs de Aa bij Veghel.

## Geschiedenis en bewoners van kasteel Middegael
Van Asseldonk (2010) geeft aan, dat het eerste huis op het goed Middegaal er al stond in de periode 1250-1315, aangezien er een balkcijns op het goed rustte. In 1551 werd het huis omschreven als ‘Een steenen huys mitten bachuys ende werff dair dese huysingen opstaende ende mitten stal ende bachuys daer beneden over den graft staende mitten cruythoff ende boomgaert’ en toebehoren en het goed ‘buyten den graft vanden voirscreven huyze oestwaert mitten houtwassche’, gelegen in Veghel 'by die Middegaelssche hoeve in de Hantfoertsche thiende'. en in 1717 als: 'eene schoone huijsinge ofte casteeltje met een brugge, liggende rontsom in sijne grachten met de neerhuijsinge, schure, hoff, boomgaart, ackerlant, hooij ende weijlanden, malcanderen in eenen plack aangelegen, groot ontrent 23 lopens, met sijne pottagie, gelegen ter plaatse genaamt Middegael'. De oudst bekende eigenaar is Goyart Jan Lucaszn. van Erpe, genaamd van Middegael rond 1350. In 1465 is het huis nog in handen van dit geslacht, namelijk van de kinderen van Johannes, zoon van Johannes van Middegael. In 1498 bezit Philipus, zoon van Wilhelmus Hinckaert dit omwaterd huis. Het huis ia hierna achtereenvolgens in handen van: Jacop soene wylen Vranck Deliss (tot 1551), Peter van den Yseren soens Jan Corstiaens (koop in 1551) en Joris Dachverlies (vermeld in 1560-1609). In 1640 wordt Jonker Philips Dachverlies te Veghel genoemd als bezitter van een eelmanswooning van Kleijnder apparantie. In 1657 is het kasteel Middegaal eigendom van de familie Dachverlies, maar wordt het bewoond door Jonker Proeningh. Dit is waarschijnlijk jonker Jacob Albert Proeningh van Deventer, schout van Veghel, Schijndel en Erp. In 1707 is het kasteel in handen van de Bossche koopman Roelof Tibosch. Bewoner van het kasteel is dan Cornelis Kraijenhoff die in 1700 in Veghel was aangesteld als dominee. De schepenbank van Veghel wees Kraijenhoff het Kasteel Middegaal als woonhuis toe. Hij klaagde echter over het vuile, stinkende water en de verre afstond tot het dorp Veghel.In 1722 wordt op het kasteel Middegaal de latere ingenieur Cornelis Johannes Kraijenhoff geboren.
In de achttiende eeuw is het kasteel waarschijnlijk in verval geraakt. In 1766 worden nog de huysinge en neerhuysinge genoemd, maar die zijn rond 1800 verdwenen. Te plaatse van het kasteel ligt later een grote boerenhoeve met de naam Weltevreden. Deze hoeve brandt in 1931 geheel af.
Aldendriel · Asten · Barendonk · De Blauwe Kamer · Blokhuis te Leensel · Blokhuis te Liessel · Blokhuis op Ter Vloet · Bokhoven · Bouvigne · Bronkhorst · Boxmeer · Breda · Kasteel Croy · Cranendonck · De Donk (Someren) · Dommelrode · Dussen · Eckart · Eikenlust · Emmaus · Eymerick · Frisselstein · Gageldonk · Geldrop · Gemert · Groot Kasteel · Klein Kasteel · Groenendaal · De Hattert · Heeswijk · Heeze · Helmond · Henkenshage · Hooghuis op de Schouw · De Laar · Loon op Zand · Markiezenhof · Het Makken · Maurick · Meeuwen · Mierlo · Muggenheuvel · Nemerlaer · Nieuw-Herlaar · Nieuwenroy · Oijen · Onsenoort · Het Oortje · Oud Beijsterveld · Oud-Herlaar · 't Oude Huys · Rijswijk · Seldensate · Slotjes van Oosterhout · Soeterbeek · Stakenborch · Stapelen · Strijdhoef · Strijen · Tilburg · Paleis-Raadhuis · Tongelaar · Walstein · Wamberg · Het Witte Kasteel · Wouw · Zuidewijn · Zwijnsbergen